# Supporters du LOSC Lille
 (juillet 2024).
La mise en forme du texte ne suit pas les recommandations de Wikipédia : il faut le « wikifier ».
Les points d'amélioration suivants sont les cas les plus fréquents. Le détail des points à revoir est peut-être précisé sur la page de discussion.
- Les titres sont pré-formatés par le logiciel. Ils ne sont ni en capitales, ni en gras.
- Le texte ne doit pas être écrit en capitales (les noms de famille non plus), ni en gras, ni en italique, ni en « petit »…
- Le gras n'est utilisé que pour surligner le titre de l'article dans l'introduction, une seule fois.
- L'italique est rarement utilisé : mots en langue étrangère, titres d'œuvres, noms de bateaux, etc.
- Les citations ne sont pas en italique mais en corps de texte normal. Elles sont entourées par des guillemets français : « et ».
- Les listes à puces sont à éviter, des paragraphes rédigés étant largement préférés. Les tableaux sont à réserver à la présentation de données structurées (résultats, etc.).
- Les appels de note de bas de page (petits chiffres en exposant, introduits par l'outil «  Source ») sont à placer entre la fin de phrase et le point final[comme ça].
- Les liens internes (vers d'autres articles de Wikipédia) sont à choisir avec parcimonie. Créez des liens vers des articles approfondissant le sujet. Les termes génériques sans rapport avec le sujet sont à éviter, ainsi que les répétitions de liens vers un même terme.
- Les liens externes sont à placer uniquement dans une section « Liens externes », à la fin de l'article. Ces liens sont à choisir avec parcimonie suivant les règles définies. Si un lien sert de source à l'article, son insertion dans le texte est à faire par les notes de bas de page.
- La présentation des références doit suivre les conventions bibliographiques. Il est recommandé d'utiliser les modèles {{Ouvrage}}, {{Chapitre}}, {{Article}}, {{Lien web}} et/ou {{Bibliographie}}. Le mode d'édition visuel peut mettre en forme automatiquement les références.
- Insérer une infobox (cadre d'informations à droite) n'est pas obligatoire pour parachever la mise en page.

Pour une aide détaillée, merci de consulter Aide:Wikification.
Si vous pensez que ces points ont été résolus, vous pouvez retirer ce bandeau et améliorer la mise en forme d'un autre article.
 (mai 2017).
Si vous disposez d'ouvrages ou d'articles de référence ou si vous connaissez des sites web de qualité traitant du thème abordé ici, merci de compléter l'article en donnant les références utiles à sa vérifiabilité et en les liant à la section « Notes et références ».
Les supporters du LOSC Lille encouragent le principal club de football de Lille, évoluant en Ligue 1.

## Groupes de supporters

### Dogues Virage Est (DVE)
Comme leur nom ne l’indique pas, les Dogues Virage Est sont situés en tribune nord. Le principal groupe de supporters du LOSC regroupe plus de 2000 adhérents dans une tribune de 5500 places.
Les DVE forment un groupe créé en 1989 par quatre frères, ce groupe de supporters, situé à l’origine dans le virage est de Grimonprez-Jooris (GJ) attirera dès lors de nombreux adhérents dont certains viennent d’un ancien groupe, les « North Sides ».
Le groupe a évolué depuis et est passé par différentes phases de croissance et une petite baisse de régime vers la fin des années 1990.
Il a été relancé par les actuels leaders, passant par la seconde basse de GJ. Ils ne se revendiquent pas dans un style précis ultra ou autre. Les DVE assurent diverses animations comme des chants lancés par les différents capos.
Ils organisent de nombreuses animations visuelles ou tifo à base de drapeaux, banderoles, ballons, etc. On retrouve des chants « classiques », parfois entendus dans d’autres stades et quelques chants spécifiques au LOSC. Leur chant fétiche démarre par « et on sera toujours là ! ». Ils ont repris dernièrement quelques airs venus d’Italie.
Enfin ils sont à l’origine de nombreux déplacements dans toute la France et à l’étranger lors des compétitions européennes.
Les membres viennent d’horizons divers et sont de tous âges. Ceux-ci se regroupent parfois par affinités et forment alors des sections dont la fameuse section des Darons, regroupant des « anciens ». Ce groupe a parfois fait parler de lui, notamment durant les années 1990. Il est néanmoins, actuellement, bien intégré au sein du stade, et même si les DVE ne sont pas toujours des tendres, les relations sont bonnes avec le club. Ils se retrouvent avant et après le match au café « la Croisure », situé près du Stadium. Les DVE ont un groupe ami en France : la BSN 85 de Nice, depuis 1994 (débuts des contacts), les deux groupes n'ont cessé de se rapprocher : accueil d'avant match dans les sièges respectifs avant chaque rencontre des deux équipes, troisième mi-temps commune, hommage des supporters de Nice à 2 DVE décédés (Jacky et Nico).
Ils seraient à l’origine de l’agression d’Arnaud Lasserre le 14 septembre 2021.
Le 10 mars 2018 au stade Pierre Mauroy, des supporters en majorité DVE, envahissent la pelouse à la fin du match opposant le LOSC au Montpellier HSC alors que leur équipe est sous la double menace d'une relégation financière et sportive. Des joueurs auraient été molestés (ce que conteste le club de supporters) et un stadier aurait également été touché par un coup de pied. Les supporters auraient quitté le stade en scandant des slogans tels que "Si on descend, on vous descend", "Mouillez le maillot" et "Bougez-vous le cul".

### Rijsel Spirit (RS)
Les Rijsel Spirit ont été formés en 2003, à l’origine par des anciens des « Dogs United » qui ont migré de la tribune 1ere13 de GJ vers la seconde basse alors aux côtés des DVE. Ils regroupent environ 140 membres et se situent actuellement en tribune sud du stadium Nord.
À l’instar des DVE, ils organisent des animations visuelles (tifos), des chants souvent lancés par le(s) capo(s) et affichent parfois des messages sur des banderoles. Ils sont également à l’origine de nombreux déplacements dans toute la France et à l’étranger, souvent en bus, parfois en J9. Les RS regroupent également des gens de tous horizons mais tiennent à marquer leur différence d’avec les autres groupes (DVE, YDDins, etc.) et garder leur spécificité.
Leur style est plutôt inspiré du mouvement «ultra» ; néanmoins les RS ne se définissent pas eux-mêmes comme « ultras ». Leurs chants sont ainsi dits « classiques », dont le thème musical est commun dans les stades de France, dont le fameux « aux armes » qu’ils lancent ou reprennent lorsqu’il vient de la tribune Nord. Ils ont également développé quelques chants plus spécifiques. Ce groupe, plus récent que les autres (tout en regroupant des anciens) est amené à s’étoffer et amène du répondant à la tribune Nord depuis le KOP SUD
Disparus à la fin de la saison 2006-2007, les Rijsel Spirit se reforment à partir du dimanche 19 décembre 2010 à l'occasion du match Lille-Nancy, par les Rijsel United, qui en accord avec l'ancien président et le club reprennent le flambeau.
Le groupe fut repris lors de la saison 2012/2013, créant ainsi les GoRijsel Spirit.

### Dogues d'honneur (DDH)
Groupe créé en 2011. Alors que le LOSC évoluait au Stadium Nord, le groupe était situé en Honneur centrale et a donc pris le nom de Dogues d'honneur.
Les DDH ont trouvé place en Tribune Est G basse au Grand Stade de Lille.
Aujourd'hui, seulement après deux ans d'existence, le groupe est composé de 230 membres cartés sympathisants et de 141 abonnés en Kop.
L'objectif de la section est de lancer ou reprendre les chants et de répondre aux autres groupes, situés majoritairement en tribune active.
Les Dogues d'honneur montent en puissance et s'illustrent à chaque sortie du LOSC par son soutien de plus en plus reconnu par les différents groupes de supporters Lillois.
Les DDH possèdent un site internet et une page facebook LOSC Dogues d'honneur.

### Doggies
Créée par l’ancien gardien du stade, surnommé « Momo », l'association comptait vingt enfants à ses débuts en 2000, quarante-cinq à la fin 2001 et deux cents aujourd'hui.
L'association, depuis cinq ans, a pour président M. Thierry Alsters. Ils organisent diverses actions dont des déplacements ou des partenariats avec d'autres associations. Ils sont situés en honneur latérale, non loin des DVE.
Ils se veulent exemplaires dans l'enceinte du stade : « Un supporter doit être respectueux des adversaires, des joueurs et de l’arbitre et ce dès le plus jeune âge ».

### Yest’d’dins (YDDs)
Les Yest’d’dins YDDs sont situés en tribune sud. Ils se définissent parfois comme une « bande de copains », supporters du LOSC. Le noyau, composé d’une trentaine de membres, attire d’autres supporters ayant la même conception de supporter le LOSC.
La particularité du groupe est de cultiver la culture flamande de la métropole et de l’intégrer à leur façon de supporter l’équipe par des chants à l’accent carnavalesque (Dunkerquois) ou autre source patoisante. Ils revendiquent un supportérisme « à l’anglaise » où les chants partent spontanément du public et sont particuliers au club. Ils ont ainsi créé de nombreux chants dont le fameux « hymne du LOSC » dont la mélodie est inspirée du fameux « Hymne à Copinaert » (ou Copinard) dunkerquois.
On y retrouve souvent des supporters de longue date, ainsi la moyenne d’âge se situe entre 25 et 45 ans.
Lors de la saison 2008/2009, ils rejoignent les honneurs centrales.
Le 21 mai 2011 Les Y'est D'Dins sortent l'album « Y’EST D’DINS, leurs plus belles chansons : Vol 1 ». Le premier CD de supporters écrit et réalisé par des supporters ! 70 minutes de délires Losciste, Les Y'est D'dins ont pour l'occasion invité leurs amis : Anne Sophie Roquette, Christian Palka, Mickaël Foor et Bernard Lernould, sans oublier les femmes panthères et Jean Jacques Defer, composé et arrangé par Régis Deneque et Simon Fache. Cet album sera disponible dans les bistrots et tabacs de Lille et alentours.

### Dogues du net (DDN)
Ils sont issus d’une association loi de 1901 regroupant des internautes interagissant sur le forum du site allezlelosc.com. Au départ, ce groupe « virtuel » regroupait souvent ses membres avant et après match au « Celtique », sous l’égide de François Stock animateur du site et président de l’association. Un groupe s’est peu à peu constitué en tribune Sud au Stadium Nord et s’est cristallisé autour de David Wispelaere dont la disparition brutale en novembre 2006 a endeuillé tous les groupes de supporters du LOSC (voir le site web consacré à David). .
Le groupe continue et est situé maintenant en tribune Nord du Grand Stade. Leur devise est « DDN plus qu'un groupe, une fierté, un état d'esprit ». Les DDN est un groupe hétérogène composé de lycéens, d’étudiants, de salariés, de retraités habitant sur la métropole lilloise ou en dehors.
Outre la vie en tribune, le groupe est encore actif sur le net et les réseaux sociaux. Il propose depuis 2020 le bistrot d'allezlelosc, un podcast hebdomadaire sur l'actualité du LOSC tous les mardis soirs sur Youtube.

### Dogues Devils (DD07)
Ce petit groupe de supporters a vu le jour en juin 2007 sous l'impulsion de Nicolas et d'Antoine avec l'objectif d'encourager leur équipe sous l’emblème du respect et du fair-play. En octobre 2007, l'association est reprise sous la présidence unique de Nicolas. Ils organisent leur premier déplacement, en septembre 2007, à l'occasion du match Lens - Lille en coupe de la ligue à Amiens.
Ils se situent en tribune nord dans le bloc compris entre l'accès 6 et 7, du Stadium Lille Métropole, pour tenter d'animer cette partie de tribune inactive.
Depuis sa création, ce petit groupe n'a cessé d'évoluer, notamment en termes de déplacements en France et en Europe (durant la campagne de Ligue Europa du club lillois en 2009/2010) avec des déplacements à Gênes et Liverpool (leur plus grand déplacement en termes de supporters transportés). À l'aube de la saison 2010/2011, les Dogues Devils ont migré en Tribune Sud du Stadium Lille Métropole afin de poursuivre leur développement et de relancer l'ambiance dans cette tribune. Ce groupe ne se revendique pas du tout comme un groupe d'ultra.

### Dogues de France
Sont regroupés, sous ce qualificatif, l'ensemble des supporters expatriés en France. Plusieurs associations (ou simples regroupements) sont ainsi disséminés aux quatre coins de la France.
On peut citer principalement les Dogues de Paris (rassemblant les supporters d'Île-de-France), les Dogues de l'Ouest (pour les supporters du grand Ouest), les Dogues Alsace (pour les supporters de l'Est de la France), ou encore les Dogues du Rhône (pour les supporters du Sud Est).

### Dogs Kings (DK 07)
Ce groupe de Supporters a été créé au début de la saison 2007-2008, après la dissolution des RS. Il a donc été créé par Jean-Claude avec l'aide de quelques amis. Par la suite, plusieurs personnes les y ont rejoints. Les DK 07 comptent une vingtaine de membres cartés, et ce nombre ne cesse de croître.
On les retrouve en tribune SUD du Stadium Lille Métropole. La plupart du temps, ils organisent de nombreuses animations : tifos (avec drapeaux, bâches, feuilles, gestuelles…) et chants qui sont principalement lancés par le(s) kapo(s).
Le groupe s'est auto-dissous quelques mois après sa création.

### Papys Dogues
Groupe d'une dizaine de supporters créé en janvier 2008 par d'anciens RS (Claude, Jean-Pierre et Bruno), les Papys Dogues se situent en tribune SUD du Stadium Lille Métropole. La moyenne d'âge est de 50 ans, c'est de là d'où vient leur surnom. Pendant les matchs, ils aiment agiter leur grande banderole « Dogues Forever, LOSC For Life ».

### Dogues Hair
Les Dogues Hair groupe de supporteurs avec perruques !
Leur nom provient de l'emblème du LOSC, le Dogue. Et cheveux en anglais, hair.
Créé et composé par sept amis fans du LOSC et de bonnes ambiances, ce groupe de supporters est apparu au début de la saison 2011/2012. Les Dogues Hair se font souvent remarquer par leur arrivée au Stadium grâce à leurs superbes perruques rouges de type afro.
Les Dogues Hair sont situés en tribune honneur centrale et à la fin de chaque match, ils n’ont quasiment plus de voix…
Ils se retrouvent toujours avant et après matchs pour trinquer au LOSC.
Le groupe est en pleine expansion puisqu'il devait être composé de 14 membres au début de la saison 2012/2013.

### Dogues des Flandres (DDF)
Les Dogues des Flandres (Lille) ou DDF sont un jeune groupe de supporters du LOSC qui s'est constitué progressivement après la création du Grand Stade (2012).
Ils possèdent deux emblèmes : un emblème noir et jaune (couleurs des Flandres) avec un Lion des Flandres tenant un mégaphone ; et un autre avec une tête de mort portant un bonnet gris.
Ils s'inspirent du style Casual venant de Grande-Bretagne. Ils revendiquent une indépendance d'esprit et d'action.
Dans le Grand Stade, à l'orée de la saison 2013/2014, ils sont une trentaine et se situent dans les escaliers entre les DVE et les Dogues Devils.
Ils s'investissent dans la confection et vente de matériel (écharpes, stickers...) et organisent dès la saison 2013/2014 quelques déplacements.

### GoRijsel Spirit (GRS)
Go Rijsel Spirit
est un groupe qui s'est formé pendant la première saison au Grand Stade (2012/2013).
Ce groupe est une fusion entre l'ancien groupe "Rijsel Spirit" et la page Facebook "GO RIJSEL". Après plusieurs dissensions avec l'administrateur de cette page, les autres membres du bureau du groupe décide de se séparer de la page mais garde le nom de Go Rijsel Spirit, vous pouvez d'ailleurs y trouver la page Facebook officielle du groupe à ce nom.
Les GRS revendiquent leur propre identité et mentalité. Actuellement en tribune Sud en face des DVE, ils sont environ 200 en tribune à chaque match au stade Pierre-Mauroy à chanter et animer la Sud.
Leurs couleurs d'origines sont le jaune et noir, couleurs des Flandres. Elles sont maintenant remplacées par le blanc et le rouge, plus proches des couleurs du club. Ils organisent beaucoup de déplacement, représentant le LOSC partout en France.

### La Section Linselles (SAL)
La section a été créée en 1999.
Sa devise est "on est peu mais on est plein".
Elle organise des déplacements un peu partout en France et en Europe.

### Autres groupes
On assiste souvent à la création éphémère de groupes de supporters Lillois. Néanmoins, il existe des groupes, plus discrets mais présents depuis plusieurs années. Parmi eux les, Dogues du Vieux Lille, organisant des déplacements et basés aux café les « quais du vieux Lille » et encore le Celtique foot qui organise des déplacements des indépendants à partir du café le Celtique.
On citera aussi le KSG, formé à l’occasion du déplacement à Dortmund. Ce groupe de « quadra » d’une douzaine de membres, regroupe des supporters parfois cartés dans d’autres groupes (DVE, YDDs et DDNs). Sa devise pourrait être « LOSC, camaraderie, dérision et bonne bière ». Ils se retrouvent essentiellement avant et après les matches et font la plupart des déplacements de coupe d’Europe.
Le KEP, formé il y a dix ans essentiellement d’anciens DVE, se retrouve proche de ce dernier groupe en tribune. Discret en tribune, il est néanmoins connu dans tout l’hexagone, notamment dans le milieu « casual ».
On citera encore quelques sections indépendantes issues de la défunte fédération des supporters, dont le siège est situé dans des cafés parmi lesquelles les sections d'Armentières ou encore de Linselles.
Et enfin le plus gros groupe de supporters : les « supporters non-affiliés », non cartés, souvent abonnés, ils portent souvent le maillot du club au stade et reprennent les chants des groupes officiels ou applaudissent. Ils sont souvent assis au stade, contrairement aux supporters cités précédemment.
Il existe une section expatriée à l'étranger à Budapest comptant 3 membres.
En 2014, une nouvelle section de supporters s'est créée à Amman (Jordanie). Les "Dogues of Amman" comptent actuellement deux membres permanents, ainsi que plusieurs membres occasionnels parmi lesquels un supporter lillois expatrié au Liban ainsi qu'un Jordanien représentant l'entente bianconeri-lilloise de vigueur en Jordanie.

### Sur le Web
Dès les débuts de la généralisation d'Internet, la communauté des supporters du LOSC a été très présente sur la toile.

## Supporters célèbres
- Jacques Delors[réf. nécessaire]
- Martine Aubry[réf. nécessaire]
- Philippe Dhondt[réf. nécessaire]
- Michel Autès[réf. nécessaire]
- Patrick Kanner[réf. nécessaire]
- Clément Rémiens[réf. nécessaire]
- Les Jumeaux[réf. nécessaire]
- ZKR[réf. nécessaire]
- Milko Potisek
- Pierre-Ambroise Bosse